# Dorzolamide/timolol
Dorzolamide / timolol, được bán dưới tên thương hiệu Cosopt và các nhãn khác, là một loại thuốc dùng để điều trị áp lực cao bên trong mắt bao gồm cả bệnh tăng nhãn áp. Nó là sự kết hợp của dorzolamide hydrochloride và timolol maleate. Nó có thể được sử dụng khi một chất chặn beta, giống như timolol, không đủ chữa bệnh. Nó được sử dụng như một thuốc nhỏ giọt vào mắt.
Các tác dụng phụ thường gặp bao gồm khó chịu ở mắt, đỏ mắt, thay đổi vị giác và mờ mắt. Tác dụng phụ nghiêm trọng có thể bao gồm phản ứng dị ứng và suy tim. Sử dụng không được khuyến cáo ở những người bị hen suyễn, dị ứng sulfonamid hoặc nhịp tim chậm. Dorzolamide là một chất ức chế anhydrase carbonic và timolol là một thuốc chẹn beta. Cả hai đều hoạt động bằng cách giảm lượng thủy dịch được mắt tạo ra.
Thuốc kết hợp này đã được chấp thuận cho sử dụng y tế tại Hoa Kỳ vào năm 1998. Nó là có sẵn như là một loại thuốc chung chung. Một chai 5 ml ở Vương quốc Anh có giá NHS khoảng 1,50 £ vào năm 2019. Tại Hoa Kỳ, chi phí bán buôn của lượng thuốc này là khoảng 8,30 USD. Năm 2016, đây là loại thuốc được kê đơn nhiều thứ 200 tại Hoa Kỳ với hơn 2 triệu đơn thuốc.

## Tác dụng phụ
Các tác dụng phụ thường gặp bao gồm mờ mắt tạm thời, nhìn mờ, nhìn thấy gấp đôi, nóng rát / ngứa / ngứa mắt, chảy nước mắt, cảm giác như có gì đó trong mắt, mí mắt, nhạy cảm với ánh sáng, ho, triệu chứng cúm, buồn nôn, và đau dạ dày.
Các tác dụng phụ nghiêm trọng hơn bao gồm chóng mặt, nhịp tim chậm hoặc không đều, yếu cơ, thay đổi tinh thần / tâm trạng và cảm lạnh/tê/đau ở tay hoặc chân.